# Cisco Pike
Pour plus de détails, voir Fiche technique et Distribution.
Cisco Pike est un film américain réalisé par Bill L. Norton, sorti en 1971.

## Synopsis
Cisco Pike, un musicien en difficulté (Kris Kristofferson) se retrouve contraint de vendre de la marijuana pour un policier corrompu (Gene Hackman).

## Fiche technique
- Titre : Cisco Pike
- Réalisation : Bill L. Norton
- Scénario : Bill L. Norton
- Photographie : Vilis Lapenieks
- Montage : Robert C. Jones
- Pays d'origine : États-Unis
- Format : Couleurs - 1,85:1 - Mono
- Genre : drame
- Date de sortie : 1971

## Distribution
- Kris Kristofferson : Cisco Pike
- Karen Black : Sue
- Gene Hackman : Officier Leo Holland
- Harry Dean Stanton : Jesse Dupre
- Viva : Merna
- Joy Bang (en) : Lynn
- Roscoe Lee Browne : le disquaire
- Severn Darden : l'avocat
- Antonio Fargas : Buffalo
- Doug Sahm : Rex
- Howard Hesseman : l'ingénieur du son
- Allan Arbus : Sim Valensi
- William Traylor : Jack
- Richard Stahl (non crédité)